# Cyperus amabilis
Cyperus amabilis es una planta de la familia de las ciperáceas.

## Descripción
Plantas anuales. Tallos pocos a muchos, de 3-15(-20) cm de alto, delgados, estriados, lisos. Hojas más cortas que los tallos, de 1-1.5 mm de ancho, las vainas anchas en la base, abiertas y fuertemente nervadas con las nervaduras purpúreas, los márgenes escasamente escabriúsculos. Brácteas 3-5, folliformes pero a menudo más largas y más anchas, ascendentes. Rayos ausentes o hasta 9 cm; rayos secundarios raramente desarrollados hasta 2 cm. Espiguillas numerosas, 5-20(-35) x 1.5-2.3 mm, lineares, digitadas, formando cabezuelas hemisféricas hasta 30 mm de ancho; raquilla casi recta, persistente, con alas angostas. Glumas 1.5-2 x c. 1 mm, sin incluir la cúspide 0.3(-0.5) mm excurvada, extendiendo la costilla media verde fuertemente 3-nervia, ovado-lanceoladas, retusas en la base de la cúspide, caducas, los márgenes quebradizos, semitranslúcidos, pardo-castaño. Estambres 1-3. Estilo 0.3-0.4 mm. Aquenios 0.8-0.9 x 0.4-0.5 mm, obovoides a oblongos, redondeadamente trígonos, obtusos, apiculados, cortamente estipitados, papilosos, pardos.

## Distribución y hábitat
Se encuentra en las orillas arenosas de ríos, campos abiertos de lava, orillas de caminos, áreas cultivadas a una altitud de 0-1000 metros en los Trópicos y subtrópicos.
Plantas de esta especie han sido confundidas con Cyperus cuspidatus Kunth y también han sido erróneamente identificadas como C. aristatus Rottb. (C. squarrosus L.), y C. uncinatus Poiret, especie distinta de Madagascar.

## Taxonomía
Cyperus amabilis fue descrita por Martin Vahl   y publicado en Enumeratio Plantarum... 2: 318. 1805.
Etimología
Ver: Cyperus
amabilis: epíteto latino que significa "que merece amor".
Sinonimia
- Cyperus anisostachyos Willd. ex Kunth
- Cyperus aurantiacus Kunth
- Cyperus aureus Kunth
- Cyperus aureus var. aurantiacus (Kunth) Boeckeler
- Cyperus aureus var. macrostachyus Boeckeler
- Cyperus aureus var. oligostachyus (Kunth) Boeckeler
- Cyperus brachyphyllus Willd. ex Link
- Cyperus glareosus Liebm.
- Cyperus guadalajaranus M.E.Jones
- Cyperus lepidus Hochst. ex Steud.
- Cyperus lepidus Hochst.
- Cyperus microstachyus Vahl
- Cyperus muelleri Boeckeler
- Cyperus oligostachyus Kunth
- Cyperus quitensis Spreng.[3][4]